# Bollnästravet
Bollnästravet är en travbana i Bollnäs. Banan invigdes den 10 juli 1955. Bollnästravet är en av två banor i Hälsingland (Hagmyren är den andra). 

## Historia
Södra Hälsinglands Travsällskap som grundades 1951, då Bollnäsortens Travklubb slogs ihop med Travklubben i Ovanåker. I Ovanåker tävlade man på sjön Ullungen och i Bollnäs kördes tävlingarna på Vågens is.
I regionen var hästintresset stort och medlemmarna i Travsällskapet ställde upp med eget kapital för att få en permanent bana att tävla på. Den 10 juli 1955 invigdes Bollnästravet på Sävstaås, på den plats som den ligger idag.
Cirka 250 aktiva licensinnehavare, varav 13 professionella tränare har Bollnästravet som hemmabana (2019). I Travsällskapets regi drivs sedan 1995 även en bred och omfattande ungdomsverksamhet i Travskolan.

### Baninformation
Banovalen är 1000 m lång och upploppet 207 m.
Kända lopp som körs på Bollnästravet är Bollnäsloppet och Prinsessan Madeleines Pokal – för bevarandet av den svenska kallblodsrasen.

## Rekord
Den 14 augusti 2015 i John Deeres Pokal på Bollnästravet satte Delicious U.S., körd av Örjan Kihlström, nytt världsrekord för ston på 1000-metersbana då hon segrade på tiden 1.08,6 över 1 640 meter. Detta är även det absoluta banrekordet på banan.